# Quận Cochran, Texas
Quận Cochran (tiếng Anh: Cochran County) là một quận trong tiểu bang Texas, Hoa Kỳ. Dân số năm 2000 là 3730 người. Quận lỵ đóng ở thành phố Morton6. Đây là một quận cấm rượu hay quận khô.

## Thông tin nhân khẩu
Theo điều tra dân số 2 năm 2000, quận đã có dân số 3.730 người, 1.309 hộ, và 1.017 gia đình sống trong quận. Mật độ dân số là 5 người trên một dặm vuông (2/km ²). Có 1.587 đơn vị nhà ở với mật độ trung bình là 2 cho mỗi dặm vuông (1/km ²). Cơ cấu dân tộc của dân cư quận gồm 64,48% người da trắng, 4,53% da đen hay người Mỹ gốc Phi, 0,83% người Mỹ bản xứ, 0,21% người châu Á, 0,05% người đảo Thái Bình Dương, 27,35% từ các chủng tộc khác, và 2,55% từ hai hoặc nhiều chủng tộc. 44,13% dân số là người Hispanic hay Latino thuộc chủng tộc nào.
Có 1.309 hộ, trong đó 38,10% có trẻ em dưới 18 tuổi sống chung với họ, 63,80% là các cặp vợ chồng sống với nhau, 9,90% có chủ hộ là nữ không có mặt chồng, và 22,30% là không lập gia đình. 20,90% của tất cả các hộ gia đình đã được tạo thành từ các cá nhân và 11,10% có người sống một mình 65 tuổi trở lên đã được người. Bình quân mỗi hộ là 2,79 và cỡ gia đình trung bình là 3,25.
Trong quận, độ tuổi của dân số quận gồm 31,50% ở độ tuổi dưới 18, 8,00% 18-24, 24,90% 25-44, 21,20% 45-64, và 14,40% người 65 tuổi trở lên. Tuổi trung bình là 35 năm. Cứ mỗi 100 nữ có 92,10 nam giới. Cứ mỗi 100 nữ 18 tuổi trở lên, đã có 93,30 nam giới.
Thu nhập trung bình cho một hộ gia đình trong quận đã được $ 27.525, và thu nhập trung bình cho một gia đình là $ 31,163. Nam giới có thu nhập trung bình $ 25.064 so với 17.652 $ cho phái nữ. Thu nhập trên đầu cho các quận được $ 13,125. Giới 21,40% gia đình và 27,00% dân số sống dưới mức nghèo khổ, trong đó có 37,20% những người dưới 18 tuổi và 11,70% có độ tuổi từ 65 trở lên.